# 秦博勇
秦博勇（1964年11月—），河北永清人，中华人民共和国政治人物，副国级领导人，中国民主建国会中央委员会委员。河北大学法律系法学专业毕业，擁有北京大学法律系刑法学专业在职研究生学历，法学硕士学位。现任全国政协副主席，民建中央常务副主席。曾任审计署副审计长。

## 生平
1982年，入读于河北大学法律系法学专业。1986年7月参加工作，担任廊坊地区中级人民法院科员、书记员。1995年4月，升任廊坊市中级人民法院助理审判员。1995年，担任全国法院干部业余法律大学河北分校廊坊分部副主任。1998年，任全国法院干部业余法律大学河北分校廊坊分部专职副主任。1999年6月，任廊坊市中级人民法院研究室主任。1999年11月，任廊坊市监察局副局长。2001年，任廊坊市安次区副区长。
2003年，任廊坊市副市长，同年兼任河北省监察厅副厅长。2011年，任民建河北省委副主委、河北省监察厅副厅长。2012年5月，任民建河北省委主委、河北省政府法制办公室主任。2012年12月，任民建中央常委、河北省委主委，河北省政府法制办公室主任。2013年1月，任河北省人民政府副省长，民建中央常委、河北省委主委，河北省政府法制办公室主任（2013年8月卸任此职）。
2016年3月，任中华人民共和国审计署副审计长。2018年1月，当选第十三届全国政协委员。2022年12月，升任民建中央常务副主席。2023年3月10日，在中国人民政治协商会议第十四届全国委员会上，当选为全国政协副主席。2023年3月31日，不再兼任审计署副审计长。